# John Adair (spécialiste du leadership)
Pour les articles homonymes, voir John Adair et Adair.
John Adair, né le 18 mai 1934 à Luton dans le Bedfordshire, est un spécialiste britannique du leadership.

## Biographie
Adjudant dans un régiment de  bédouins de la Légion arabe à l'âge de 20 ans.

## Différence étymologique entreleadingetmanaging
John Adair justifie étymologiquement la grande différence qui existe entre leading (diriger, commander) et managing (gérer). Il s'en est expliqué longuement lors d'une interview au magazine Director (novembre 1988) :
« Le leadership implique une orientation, une direction. Leading dérive d'un mot anglo-saxon commun aux langues du nord de l'Europe qui signifie route, voie, ou cap pour un navire. Le mot laisse entendre que l'on sait quelle sera la prochaine étape… Venant du latin manus, la main, managing véhicule une notion différente, que l'on retrouve par exemple dans « manier un glaive » ou « manœuvrer un bateau » plus étroitement liée à l'idée de machine. Le managing est apparu au XIXe siècle, lorsqu'ingénieurs et comptable ont commencé à prendre en main la direction d'entreprises commerciales qu'ils avaient tendance à considérer comme des systèmes.
« Mais des éléments précieux dans la notion de management sont absents de celle de leadership.
« Managing suppose très fortement une idée de contrôle — plus particulièrement de contrôle financier — et d'administration.  Les leaders ne sont pas nécessairement compétent pour administrer ou gérer les ressources. » 

## Great Leaders
Un choix de grands leaders :
- Le prophète Mahomet [3]
- Socrate et Xénophon
- Lao Tseu
- Le maréchal William Joseph Slim
- Horatio Nelson
- Ernest Shackleton

## Xénophon
Xénophon est une source d'inspiration renouvelée pour John Adair.
Il fait référence à :
- L'Anabase
- L'Hipparque
- Les Mémorables (Livre III, Chapitre I à 4; Nicomachide